# Źródło w Zimnym Dole
Źródło w Zimnym Dole – źródło i jaskinia w środkowej części doliny Zimny Dół, w rezerwacie przyrody Zimny Dół. Znajduje się na lewym zboczu doliny, przy czerwonym szlaku turystycznym. Administracyjnie źródło należy do wsi Czułów w województwie małopolskim, w powiecie krakowskim, w gminie Liszki, geograficznie do Garbu Tenczyńskiego na Wyżynie Krakowsko-Częstochowskiej.

## Źródło
Wydajność źródła jest zmienna i wynosi od 2 do 5 l/s. Temperatura wody wynosi 11,4 °C. Mineralizacja: 314,9 mg/l (wody słodkie). Wypływający ze źródła potoczek jest jednym z początkowych cieków wodnych płynących doliną Zimny Dół. Wpada do Sanki.

## Jaskinia
Woda wypływa z jaskini o tej samej nazwie. Jest to  jedyny na Wyżynie Krakowsko-częstochowskiej obiekt, w którym wywierzysko znajduje się w jaskini. Otwór ma szerokość 3 m, zaraz za nim znajduje się komora ze skośnym stropem. Jej przedłużeniem jest wąska, skośna szczelina wychodząca na powierzchnię. Woda wypływa pod północno-zachodnią ścianą komory.
Jaskinia powstała w uławiconych wapieniach z okresu jury późnej. Jest zimna. Rozproszone światło słoneczne oświetla tylko jej początkowy odcinek za otworem. Jedynymi formami  nacieków jaskiniowych są występujące w miejscu wypływu wody grzybki z mleka wapiennego. Przy otworze bujnie rozwija się roślinność, w jaskini obserwowano pająki. 

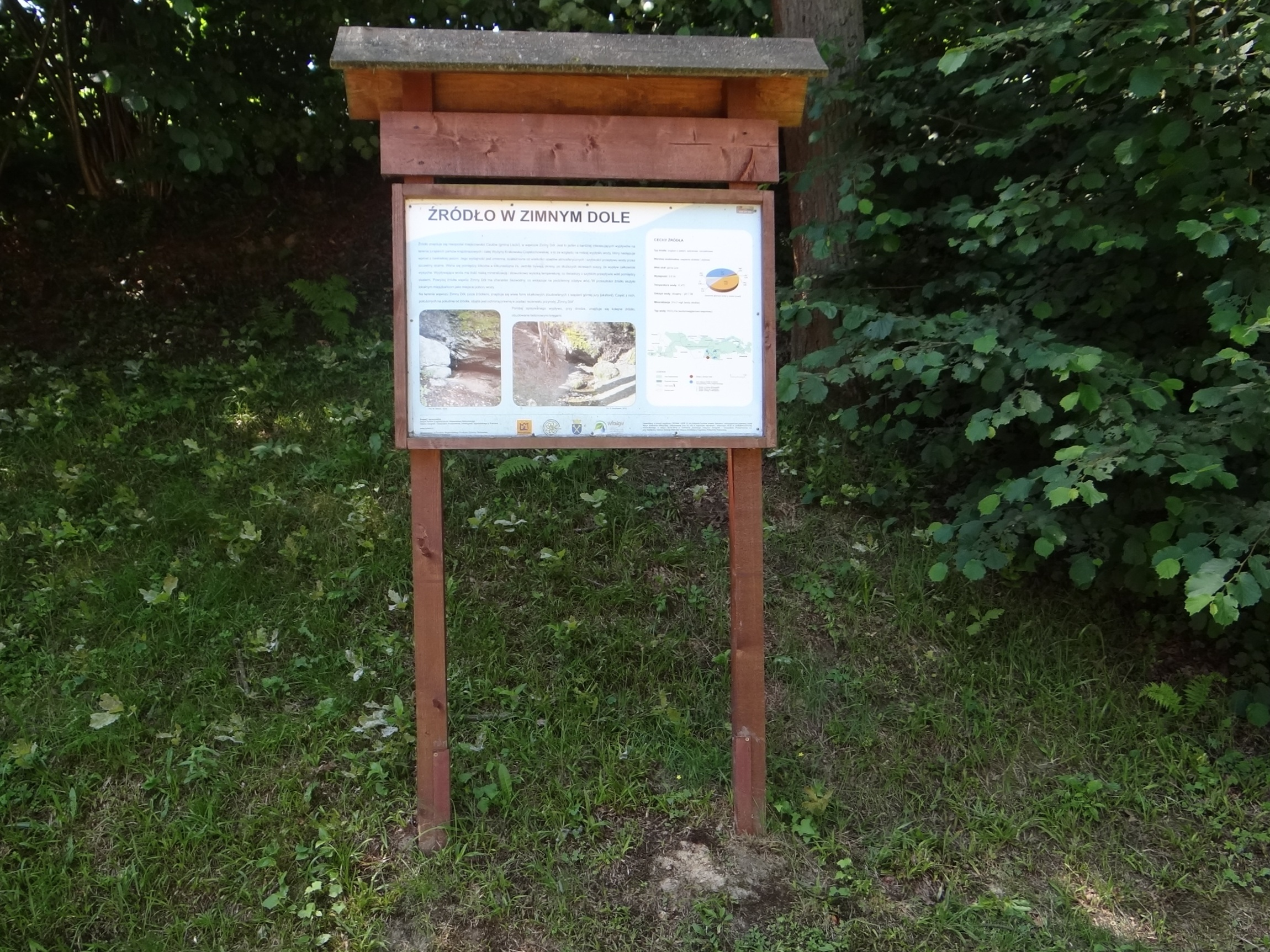
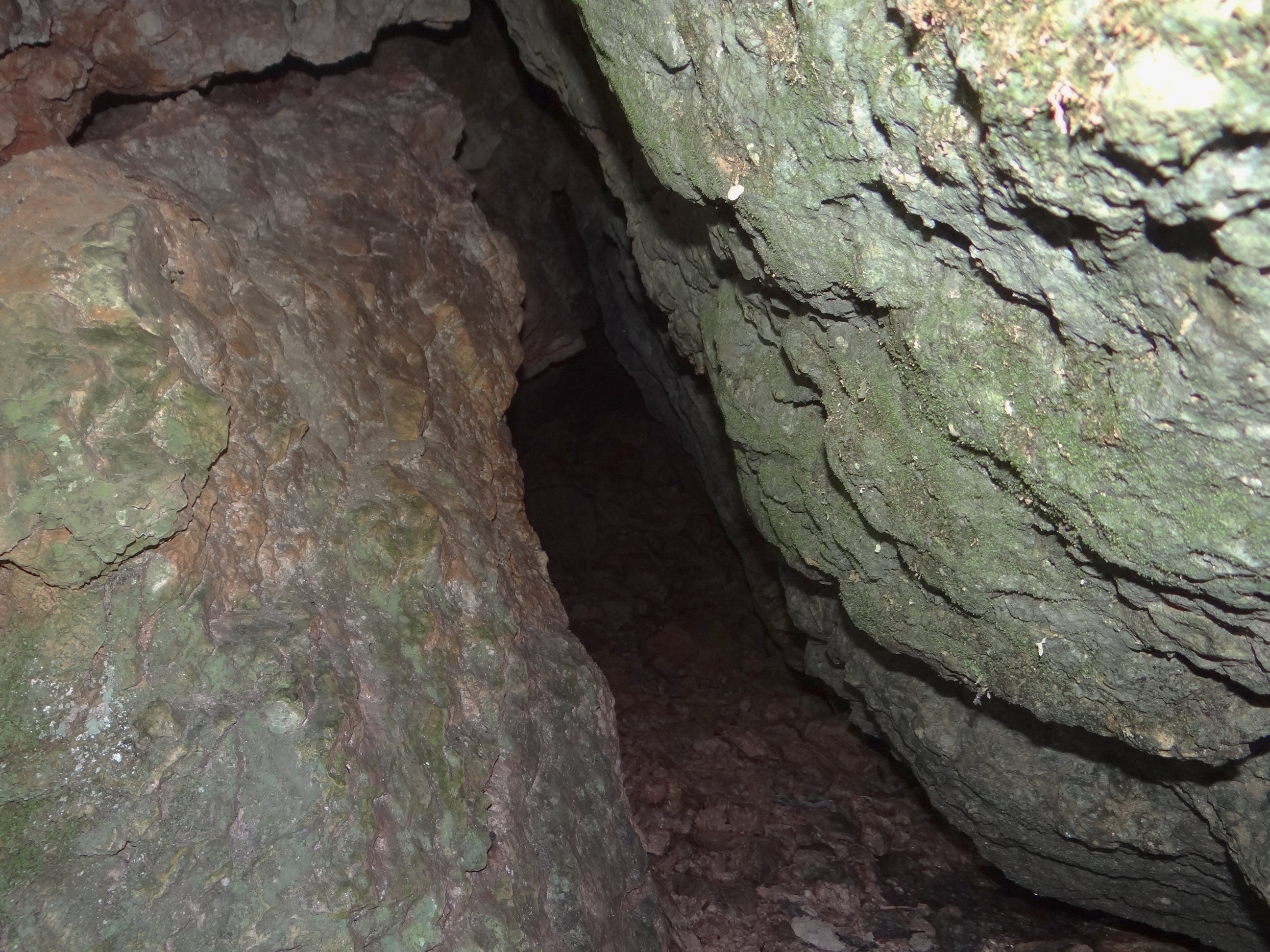
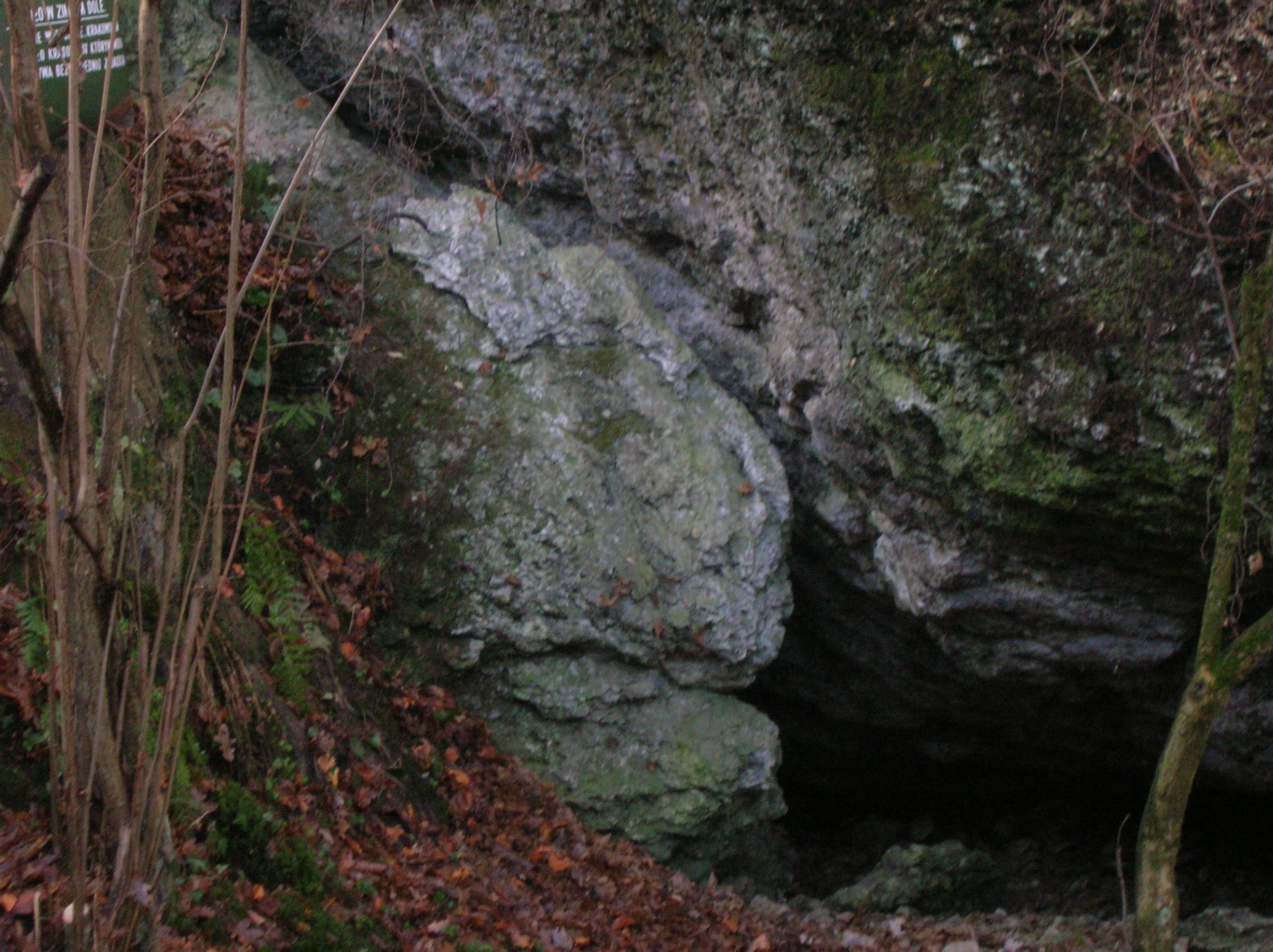
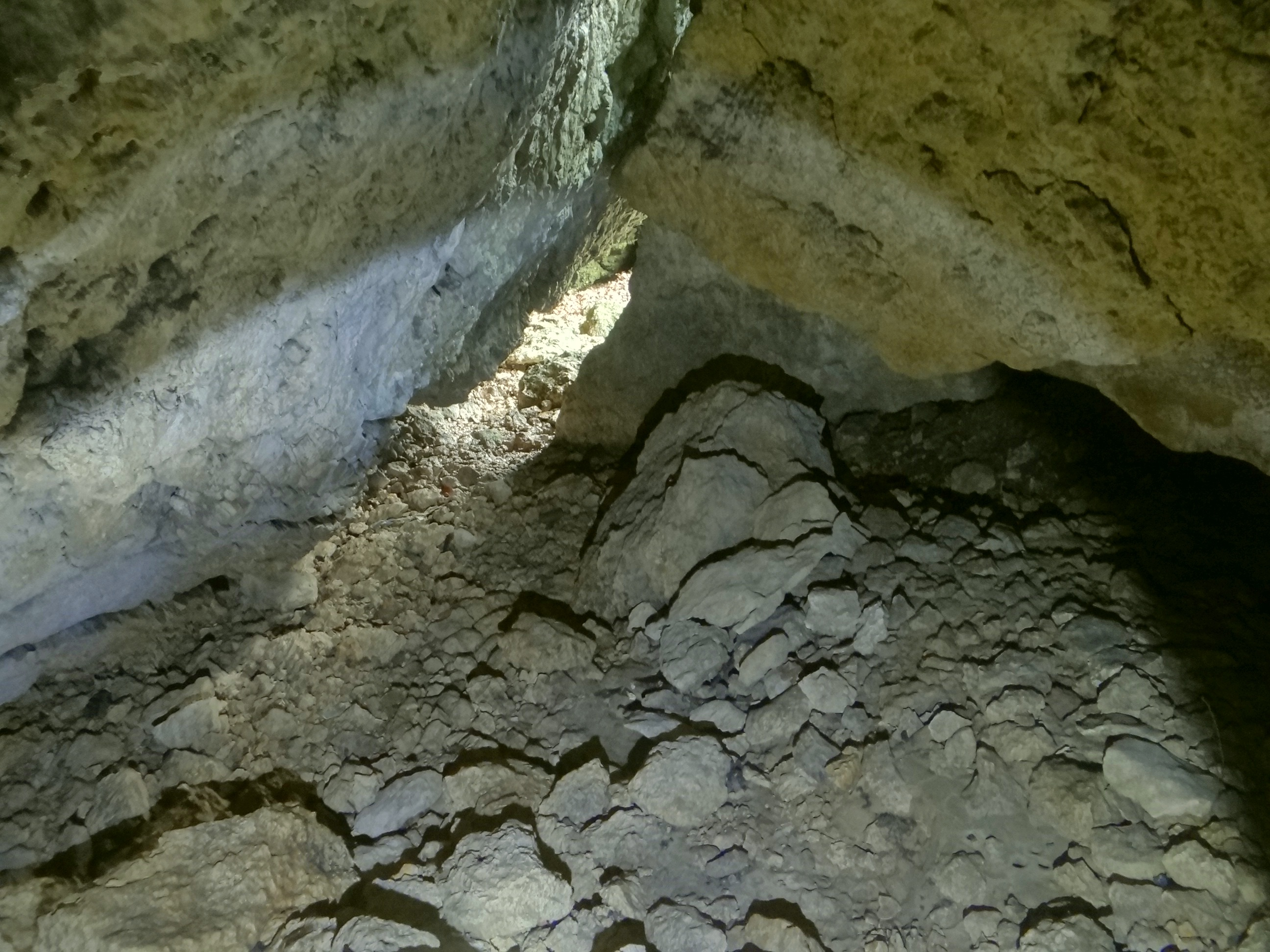
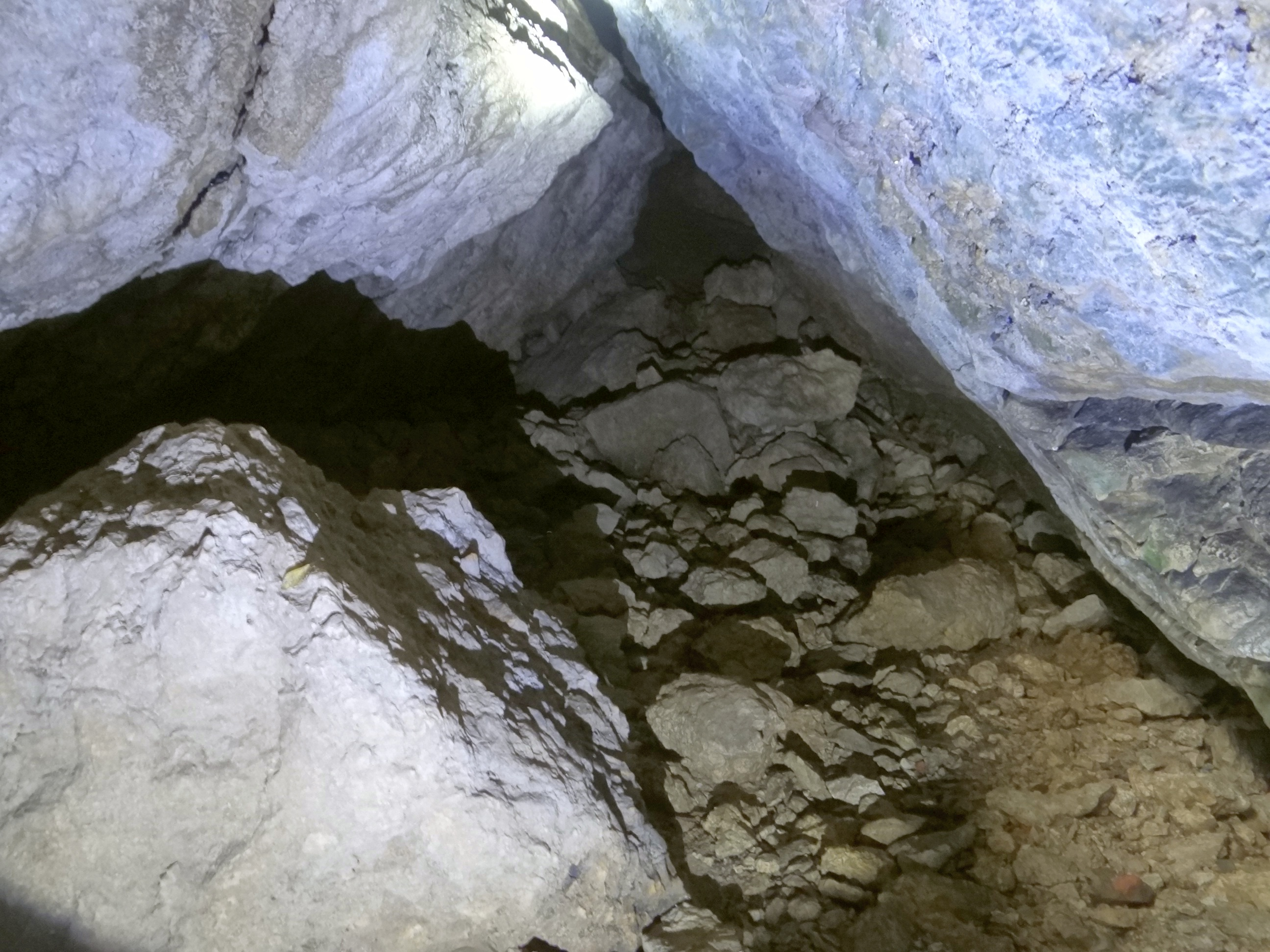